# Федеральный резервный банк Далласа
Федеральный резервный банк Далласа (англ. Federal Reserve Bank of Dallas; Dallas Fed) — один из 12 резервных банков США, входящих в Федеральную резервную систему. Расположен в Далласе, в штате Техас.

## Описание
Резервный банк Далласа является штаб-квартирой Одиннадцатого округа Федеральной резервной системы, который включает в себя Техас, северную Луизиану и южная часть Нью-Мексико. У Банка есть отделения в Эль-Пасо, в Хьюстоне и в Сан-Антонио.

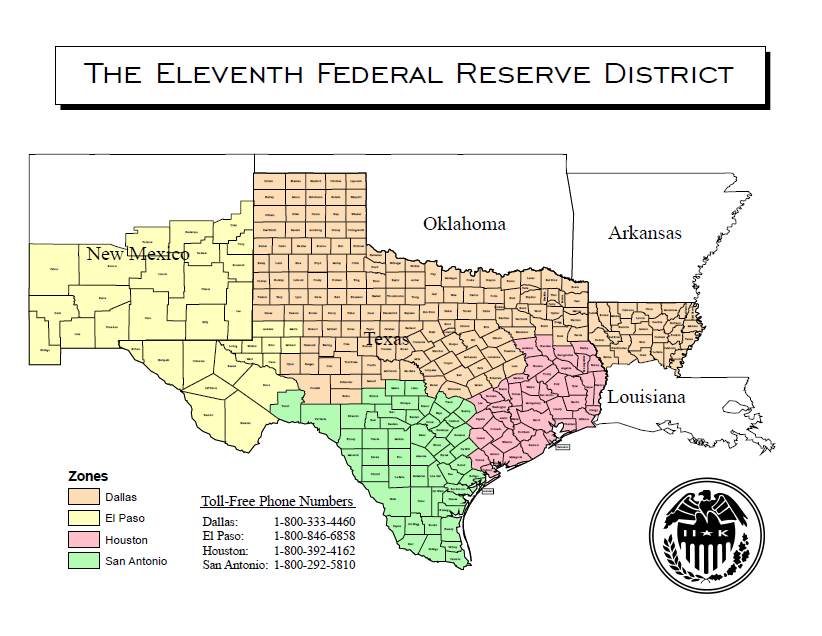
Карта Одиннадцатого округа Федеральной резервной системы

Временным президентом и главным исполнительным директором Банка Далласа с 9 октября 2021 года является Мередит Н. Блэк.
Банк был учреждён в мае 1914 года, а о решении разместить штаб-квартиру Одиннадцатого округа именно в Далласе стало известно месяцем ранее, в апреле. Комитет выбирал из 12 городов, оценивая их важность с точки зрения расположения, банковских ресурсов, транспортной доступности, а также темпов развития банковского бизнеса.
Текущее здание, в котором расположен Банк, было построено в 1989—1992 гг. Оно расположено на 2200 North Pearl Street в Далласе и было спроектировано архитектурной фирмой «Kohn Pedersen Fox Associates» (Нью-Йорк).